# Korsîni, Rojîșce
Korsîni (în ucraineană Корсині) este un sat în comuna Litohoșcea din raionul Rojîșce, regiunea Volînia, Ucraina.

## Demografie
Componența lingvistică a localității Korsîni
     Ucraineană (100%)
Conform recensământului din 2001, toată populația localității Korsîni era vorbitoare de ucraineană (100%).